# Seur
Seur är en kommun i departementet Loir-et-Cher i regionen Centre-Val de Loire i de centrala delarna av Frankrike. Kommunen ligger i kantonen Contres som tillhör arrondissementet Blois. År 2022 hade Seur 486 invånare.

## Befolkningsutveckling
Antalet invånare i kommunen Seur
| Referens: INSEE |